# Duodenitis
Duodenitis ist eine akute oder chronische Entzündung der Schleimhaut des Zwölffingerdarms (Duodenums). Im Jahr 2010 traten durchschnittlich 1,44 Fälle je 100 Versicherungsjahre von Gastritis und Duodenitis auf, die zur Arbeitsunfähigkeit führten.

## Ursachen
Für eine Duodenitis finden sich unterschiedliche Ursachen:
- infektiöse Erkrankungen des übrigen Darmtraktes mit Bakterien, etwa Salmonellen oder Shigellen, Viren oder Amöben. Von dem Einzeller Giardia sind länger anhaltende Symptome beschrieben,[2][3]
- die Einwirkung schädigender Substanzen wie Alkohol oder bestimmter Rheumamittel (NSAR),
- Schock, Stress und Störungen des zentralen Nervensystems sowie
- andere Erkrankungen der benachbarten Organe (Gallenwege, Bauchspeicheldrüse oder Magen).

## Symptome
Die Entzündungszeichen äußern sich in Übelkeit, Erbrechen, Druck- oder stechendem Schmerz, Appetitlosigkeit, Verdauungsstörungen und auch Störungen im vegetativen Nervensystem.

## Diagnose
Die Diagnose wird nach dem endoskopischen und histologischen Befund gestellt:
- Normalbefund: Hier sind oft auch Fälle von nicht korrekt eingeordneten anderen Erkrankungen erfasst, die als „leichte“ oder „chronische“ Duodenitis eingestuft wurden.
- leichte Duodenitis mit merklicher Veränderung der Plasmazellzahl, Ödem (meist mit vielgestaltiger intraepithelialer Infiltration) und Umwandlung (Metaplasie) zu Magenschleimhaut.
- schwere Duodenitis mit vielgestaltigen Veränderungen und Schwund (Atrophie) der Zotten bei Abnahme der Plasmazellen – dies kann eine wichtige Anzeige einer Geschwürserkrankung sein.

## Therapie
Die Behandlung einer Duodenitis besteht im Wesentlichen darin, die zugrunde liegenden Ursachen zu beseitigen, also Infektbekämpfung oder Vermeiden der NSAR usw.